# Инчхон (фильм)
«Инчхон» (англ. Inchon) — фильм-драма режиссёра Теренса Янга 1982 года об Инчхонской битве во время Корейской войны. Главный герой фильма — генерал Дуглас Макартур (Лоренс Оливье), который возглавлял неожиданную высадку десанта США в Инчхоне, Южная Корея в 1950 году. Фильм является вымышленным пересказом исторических событий.
Производство киноленты финансировалось создателем Церкви объединения Мун Сон Мёном, а продюсером был Мидзухару Исии. Мировая премьера фильма состоялась в Вашингтоне, 4 мая 1981 года в Центре изящных искусств Джона Ф. Кеннеди. Инчхон был показан на 35-м Каннском кинофестивале в мае 1982 года. На рекламную кампанию фильма было потрачено $ 250 000, а голливудская компания Metro-Goldwyn-Mayer занималась продажами фильма в США. Фильм был быстро изъят из проката в США по причине низких сборов. При бюджете в 46 млн долларов фильм заработал в прокате в общей сложности чуть более 5 млн и считается одним из самых известных эстетических и коммерческих провалов в истории кино.

## Сюжет
Оговорка появляется в начале фильма: «Это не документальный фильм о войне в Корее, а театрализованная история последствий войны для некоторой группы персонажей. Все персонажи, кроме тех, чьи настоящие имена используются в этом фильме, являются вымышленными и любое сходство между ними и любыми персонажами, ныне живущими или не живущими, является чисто случайным. Там, где драматическая вольность была сочтена необходимой, авторы воспользовались этой свободой, чтобы драматизировать сюжет».
Фильм рассказывает об Инчхонском сражении времен Корейской войны, которое проходило 15-19 сентября 1950 года и считалось поворотным моментом войны. Главный герой фильма — генерал Дуглас Макартур (Лоренс Оливье), который возглавлял неожиданную высадку десанта США в Инчхоне в 1950 году. Второстепенный сюжет фильма включает в себя южнокорейскую супружескую пару, которая сталкивается с трудностями в отношениях из-за войны.
Инчхон начинается с изображения северокорейских солдат, пересёкших 38-ю параллель и направляющихся в Южную Корею в июне 1950 года. Люди бегут в столицу страны, Сеул. Жена майора Армии Соединённых Штатов Барбара Холлсворт (Жаклин Биссет) живёт в деревне, расположенной на 38-й параллели, где она пыталась купить антикварную мебель и предметы для своего бизнеса, будучи декоратором. Она слышит новость по радио «Коммунисты наступают» и решает покинуть село. Лимузин с личным шофёром забирает её в Сеул. Она встречает группу из пяти южнокорейских детей и после убийства её шофёра северокорейскими солдатами забирает детей, и сама везёт их в безопасное место под названием «Постоялый двор шестого счастья».
Майор Армии США Франк Холлсворт (Бен Газзара) пытается порвать отношения с южнокорейской девушкой (Карен Кан). Её отец (Тосиро Мифунэ) знает о любовной связи его дочери с Холлсвортом и не одобряет её. Холлсворт получает новость о вторжении Северной Кореи и вместе с сержантом Августом Хендерсоном (Ричард Раундтри) отправляется на север на поиски своей жены. Хендерсон встречает Барбару, жену Холлсворта, и ремонтирует аккумулятор её автомобиля, а затем воссоединяет её с мужем.
Дэвид Фелд Парк (Дэвид Джаннсен), журналист в Токио, ожидает с другими журналистами начала пресс-конференции с участием Макартура. Лонгфелло (Рекс Рид), второй репортёр, на самом деле являющийся музыкальным критиком, но также освещающий серьёзные события, развивающиеся в Токио, также ожидает начала пресс-конференции. Макартур находится в своей резиденции в Токио вместе с женой и не появляется на пресс-конференции. Он соглашается с женой, что он единственный, кто может спасти Южную Корею от вторжения Северной Кореи.
Холлсворт и его бывшая любовница успешно осуществляют включение маяка, чтобы дать сигнал американским кораблям, а отец южнокорейской девушки приводит в действие мины в канале. Она умирает во время последовавшей битвы. Американские войска вытесняют северокорейские силы и возвращают к власти президента Ли Сын Манa (Кванънам Ян). Макартур обнимает Мана. Все размахивают южнокорейскими и американскими флагами. На последних кадрах фильма изображается Макартур, читающий Отче наш. После этой сцены показываются фактические кинохроники Макартура.

## Производство

### Финансирование
Инчхон был профинансирован Мун Сон Мёном и Мидзухару Исии, богатым издателем японской газеты. Исии был другом Муна, и выступал в качестве продюсера фильма. Мун изначально предпочитал оставаться анонимным бенефициаром фильма. Исии сказал, что ему было поручено самим Богом снять это фильм.
Исии сказал, что является членом Движения Объединения в такой же степени, как и католик является членом Католической церкви, и верит, что преподобный Мун искренне делает работу Господа. Исии был президентом японской газеты Муна Уорлд Дейли Ньюс, которая издаётся его медиаконгломератом Ньюс Уорлд Комьюникейшнс, которая также публикует другие газеты, в том числе Вашингтон Таймс в США. Роберт Стандард, помощник продюсера фильма Инчхон, является членом Движения Объединения США.
Режиссёром был избран Теренс Янг, который ранее снимал фильмы про Джеймса Бонда «Доктор Ноу», «Шаровая молния» и «Из России с любовью».

Сам Мун говорил о фильме в беседе со своими последователями: 
Почему мы вложили столько усилий в фильм Инчхон? Я хочу, чтобы люди лучше узнали Макартура. Я хотел показать, как Макартур любил Бога и любил людей. Макартур приехал в Японию после Второй мировой войны и вернул страну в исходное русло. Он действительно уважал и любил людей. А также он очень сильно любил Бога и со страшной силой боролся против тирании и коммунизма. Это то, что я хочу, чтобы люди поняли

## Написание сценария
Исии хотел, чтобы фильм стал «развлекательным боевиком», но при этом был заинтересован в изображении Макартура как личности, и желал, чтобы мир знал какой несчастной была война для корейского народа.
Исии поручил Муру сделать акцент на личных качествах генерала Макартура и его веру в божественное руководство. Он сказал Муру включить три отдельные истории любви в фильме, «одну между двумя американцами, одну между двумя корейцами, и одну между американцем и кореянкой». Мур пояснил, что «любовные истории должны были рассказать о трагедии Кореи и Корейской войны». Исии выразил Муру своё особое пожелание продюсера: ему не хотелось бы, чтобы фильм превратится в «антикоммунистический трактат».

### Подбор актёров
Лоренсу Оливье было выплачено 1 миллион долларов, чтобы тот сыграл роль генерала Дугласа Макартура. С ним был заключён контракт на шесть недель съёмок, и выдан платёж в размере $250 000 при подписании контракта, а остальная часть была выдана в последующих четырёх выплатах. Его зарплата составила таким образом $50 000 в день. В дополнение к этому Оливье также получал $2 500 в неделю на карманные расходы.
Оливье изучал свою роль, совершив поездку в Норфолк (Виргиния), чтобы посетить музей Макартура и говорил с Александром Хейгом, который служил помощником-адъютантом у Макартура. Хейг сказал Оливье, что голос Макартура звучал как у комика У. К. Филдса и Оливье стал тренироваться над имитацией его голоса. Ему нравилось работать над акцентами, и для репецитий он нашел запись голоса Макартура. Ричард Раундтри, известный главной ролью в «Шафте», сыграл роль старшего сержанта Хендерсон в фильме. Актриса Карен Кан сыграла любовницу майора Франка Холлсворта.

### Музыка
Музыку к фильму написал Джерри Голдсмит.

### Съёмки
Съёмки проходили в Голливуде, штат Калифорния, Римe, Италии, Ирландии, Токио и в Сеуле.
Кинокомпания наняла Сэмюэла Джаскилку, отставного генерал-лейтенанта морской пехоты, воевавшего в Инчхонской битве командиром роты, в качестве технического советника фильма. Часть фильма была снята на борту военного корабля «Кливленд» во время десантной операции вдали от берегов Южной Кореи в 1978 году. Министерство обороны США разрешило использовать 1500 солдат из армии Соединённых Штатов, морской пехоты Соединённых Штатов для участия в качестве контрактников в фильме за $77 000.
«Маленькие ангелы», детская балетная труппа, созданная в 1962 году Мун Сон Мёном, тоже снималась в фильме. Многие члены съёмочной группы из Южной Кореи и Японии подтвердили, что они были членами Движения Объединения.

### Выход фильма
Мировая премьера фильма состоялась в Вашингтоне, 4 мая 1981 года в Центре изящных искусств Джона Ф. Кеннеди и вырученные средства были направлены в качестве пособия ветеранам войны. Сенатор США Аль Д’Амато был председателем комитета ветеранских пособий премьеры фильма в Вашингтоне и двенадцать членов Конгресса США стали почётными членами комитета.
13 февраля 1982 года президент Рональд Рейган, сам в прошлом киноактёр и президент Гильдии киноактёров США, смотрел фильм в Белом доме.
«Инчхон» был показан на 35-м Каннском кинофестивале в мае 1982 года. На рекламную кампанию фильма было потрачено $ 250000, а голливудская компания Metro-Goldwyn-Mayer занималась продажами фильма в США. Часть кампании включала в себя наём рекламной фирмы «Роджерс и Коуэн», устроившей крупную кампанию по раздаче рекламных курточек «Инчхон».
Фильм получил четыре «Золотые малины» (1983): худший фильм, худший сценарий, худший режиссёр (Теренс Янг), худшая мужская роль (Лоренс Оливье). Отдельную номинацию «Золотой малины» получил Бен Газзара за худшую мужскую роль второго плана.